# مایبارا، شیگا
مایبارا در استان شیگا در کشور ژاپن  واقع شده‌است  که دارای جمعیت ۴۰٬۷۵۷ نفر و مساحت ۲۵۰٫۴۶ کیلومتر مربع با تراکم جمعیت ۱۶۳  نفر در کیلومترمربع است و در تاریخ ۱۴ فوریه ۲۰۰۵ به عنوان شهر شناخته شد.